# Геттисбергская речь (Родина)
«Геттисбергская речь» (англ. «A Gettysburg Address») — шестой эпизод второго сезона американского драматического телесериала «Родина» и 18-й во всём сериале. Премьера состоялась на канале Showtime 4 ноября 2012 года.

## Сюжет
Ройю Хаммад (Зулейка Робинсон), которая теперь под наблюдением ЦРУ, показывают идущую на рандеву с неизвестным мужчиной (Мидо Хамада) на улице округа Колумбии. Двое беседуют возле большого фонтана, поэтому несмотря на присутствующего там Макса (Мори Стерлинг) с микрофоном, ничего из разговора не получается услышать. После встречи, Вёрджил (Дэвид Марчиано) пытается преследовать человека в метро, но в итоге теряет его. Кэрри (Клэр Дэйнс) предлагает, чтобы привели Броуди (Дэмиэн Льюис), чтобы увидеть, сможет ли он опознать таинственного мужчину. Броуди приходит, но не узнаёт мужчину на фотографии. Кэрри и Куинн (Руперт Френд) прижимают Броуди ради информации. Броуди замечает фотографию портного на доске объявлений и говорит им, что портной мёртв. Кэрри и Куинн решают, что наблюдение за магазином портного можно отложить, и посылают команду экспертов, чтобы расследовать его.
Майк (Диего Клаттенхофф) и Лодер (Марк Менчака) разговаривают с полицейским, который нашёл тело Тома Уокера, и приходят на место, где было найдено тело. Подозрения падают на Броуди, когда Лодер приходит к выводу, что Уокер вряд ли мог быть в таком месте ночью, если только он не был с кем-то, кого он знал и доверял. Майк обращается к связному в ЦРУ. Когда он идёт в Лэнгли, чтобы встретиться со своим связным, его вместо этого встречает Сол (Мэнди Патинкин), который ведёт его в комнату, где ждёт Эстес (Дэвид Хэрвуд). Эстес и Сол приказывают Майку прекратить «недозволенное личное расследование» смерти Уокера.
По велению Кэрри, Броуди инициирует разговор с Ройей в надежде узнать больше о человеке, с которым встречалась Ройя, и операции, в которую он вовлечён. Немного удаётся узнать, хотя Ройя указывает на то, что она уже знает, что команда специалистов ФБР направилась в магазин портного, и подразумевает, что там может быть что-то важное, что нужно найти там.
Дана (Морган Сэйлор) идёт в местную больницу, ищет женщину, которую Финн (Тимоти Шаламе) сбил машиной. К своему ужасу, Дана находит женщину в реанимации и обнаруживает, что она умирает. Позже она сообщает эту информацию Финну, и хочет рассказать кому-нибудь о случившемся. Финн ругает Дану за принятие риска идти в больницу и гневно заявляет, что поскольку он был водителем, он является тем, кто находится в риске, и что абсолютно никто не узнает о том, что он ответственен за это.
Когда Куинн и его команда расследуют магазин портного, четверо мужчин в защитном снаряжении и с автоматами врываются в магазин и открывают огонь, стреляя во всех, кто внутри. Галвесу (Храч Титизян) удаётся убить одного из них, прежде чем в него стреляют. После перестрелки, один из захватчиков снимает шлем, раскрывая себя как того же самого мужчину, с которым встречалась Ройя ранее. Они забирают большой сундук, спрятанный за фальшивой стеной в магазине, и оставляют всех агентов мёртвыми. Показывают, что Куинн ранен, но ещё жив.
Под видом поиска чего-то, что Броуди позаимствовал у него, Майк обыскивает гараж Броуди и находит его пистолет, вместе с кейсом с патронами, в котором отсутствует одна пуля. Майк позже приходит к Джессике (Морена Баккарин), сказав ей, что это Броуди убил Тома Уокера, и что он обеспокоен за Джессику и безопасность детей. Джессика объясняет, что Броуди работает на ЦРУ. Майка это не устраивает, настаивая, что Броуди должен быть вовлечён в какое-то прикрытие. Джессика обрывает разговор и просит Майка уйти.
Кэрри врывается в кабинет Броуди. Она быстро становится истеричной, когда она говорит Броуди, что было семь жертв, требует знать, знал ли он о засаде, и приложил ли он к этому руку. Броуди отрицает любое знание об этом. Эпизод заканчивается тем, что Кэрри плачет в объятиях Броуди.

## Производство
Сценарий к эпизоду написал исполнительный продюсер Чип Йоханнссен, а режиссёром стал Гай Ферленд.

## Реакция

### Рейтинги
Во время оригинального показа, эпизод посмотрели 1,74 миллиона зрителей, снизившись по сравнению с предыдущим эпизодом.

### Реакция критиков
Эпизод получил в основном положительные отзывы. Критики высоко оценили взаимодействие между Кэрри и Броуди и продолженное поступательное движение сюжета. Кульминационная перестрелка, однако, разделилась во мнении критиков; некоторые посчитали, что это было шокирующее развитие событий, в то время как другие посчитали, что это напрягло доверчивость и было слишком похожим на тон «24 часов» (где исполнительными продюсерами также были Говард Гордон и Алекс Ганса).
Скотт Коллура из IGN дал эпизоду оценку 9 из 10, сказав, что он преуспел в изучении конфликтных мотиваций и преданности главных героев.
Алекс Беренсон из «Esquire» похвалил сюжетные линии эпизода и сцену перестрелки, но почувствовал, что динамика Кэрри/Броуди/Куинн в основной сюжетной линии не оправдалась.